# 高橋晴彦
高橋 晴彦（たかはし はるひこ、1958年1月2日 - ）は、日本の政治家。兵庫県加西市長。北条鉄道代表取締役。

## 来歴
兵庫県加西市出身。兵庫県立北条高等学校、大阪大学基礎工学部卒業後、1981年に加西市役所入庁。市総務部長などを経て2015年からは市教育長を1期3年務める。
2022年11月30日、翌年の加西市長選挙への立候補を表明。市長選では現西村和平市政からの転換を訴える意向を示した。12月22日、自民党県連が市長選で高橋を推薦すると発表。
2023年5月21日、市長選の投開票が行われ、高橋が元市議の深田真史や、西村から後継指名を受けた元副市長の河尻悟を破り、初当選した。

## 政策
- 2023年の市長選では、市立加西病院については医師の確保を最優先課題とし、事業費が138億円に膨らんだ建て替え計画の見直しを掲げた[7]。また、小中学校の統廃合計画も再検討するとした[6]。